# Narew
The Narew ([ˈnarɛf]; tiếng Belarus: Нараў Naraŭ; tiếng Lithuania: Narevas), ở miền Tây Belarus và đông bắc Ba Lan, là một nhánh phải của sông Vistula. Narew là một trong ít dòng sông phân dòng ở châu Âu, thuật ngữ để chỉ các dòng kênh chảy xoắn giống như tóc bện.

## Từ nguyên
Tên của dòng sông bắt nguồn từ gốc Proto-Ấn-Âu * nr chủ yếu liên quan đến nước (so sánh Narva, Neretva, Neris, Ner và Nur)  hoặc từ một động từ trong ngôn ngữ Litva nerti chủ yếu liên quan đến lặn và lũ lụt.

## Tên của phần dưới
Một phần của con sông nằm giữa ngã ba với Western Bug và Vistula còn được gọi là Bugonarew, Narwio-Bug, Narwo-Bug, Bugo-Narew, Narwiobug hoặc Narwobug. Tại nơi hợp lưu gần Zegrze, Bug dài hơn 1,6 lần, thoát ra một lưu vực lớn hơn 1,4 lần và có lưu lượng trung bình cao hơn một chút (158 m³ / s tại Wyszków so với 146 m³ / s tại Pułtusk cho Narew, cả ~ 25 km ngã ba). Do đó, Bugonarew thường được coi là một phần của sông Bug và Narew là một nhánh phải.
Vào ngày 27 tháng 12 năm 1962, Thủ tướng Józef Cyrankiewicz đã bãi bỏ tên Bugonarew ngay sau khi Hồ chứa Zegrze được xây dựng. Kể từ đó, dòng sông chính thức là một phần của Narew, và Bug trở thành một nhánh sông bên trái. Cái tên Bugonarew tuy nhiên vẫn tiếp tục được sử dụng, đặc biệt là người dân ở các thị trấn địa phương, như Pułtusk.

## Địa lý
Narew chảy qua khu vực địa lý của châu Âu được gọi là Wysoczyzny Podlasko - Bialoruskie (tiếng Anh: Podlasie và Belarus Plateau) nằm trong Podlaskie Voivodeship và Masovian Voivodeship của Ba Lan và Hrodna Voblast của Belarus. 
| Quốc gia | Độ dài               | Khu vực lưu vực                             |
| -------- | -------------------- | ------------------------------------------- |
| Bêlarut  | 57 kilômét (35 mi)   |                                             |
| Ba Lan   | 443 kilômét (275 mi) | 53.846 kilômét vuông (20.790 dặm vuông Anh) |
| Toàn bộ  | 499 kilômét (310 mi) | 74.527 kilômét vuông (28.775 dặm vuông Anh) |

The Narew là con sông Ba Lan dài thứ năm. 

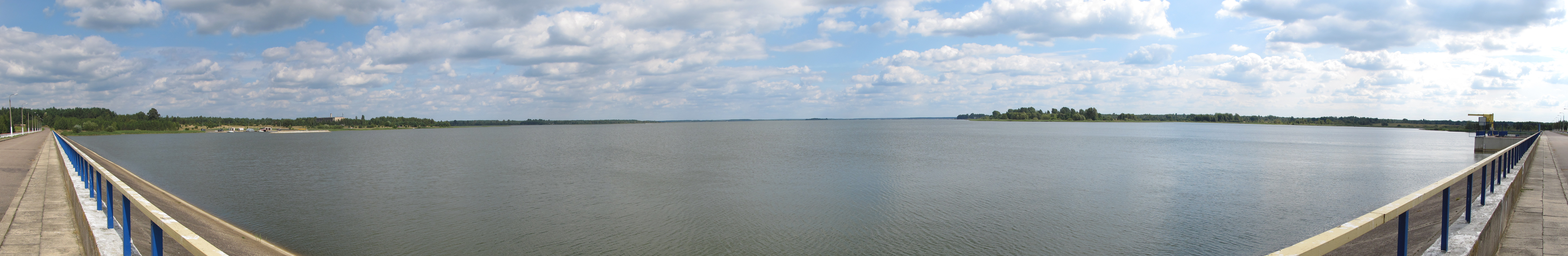
Nhìn từ con đường dọc theo hồ chứa Siemianówka gần làng Bondary, gmina Michałowo, Podlaskie voivodship, Ba Lan

## Các thành phố và thị trấn

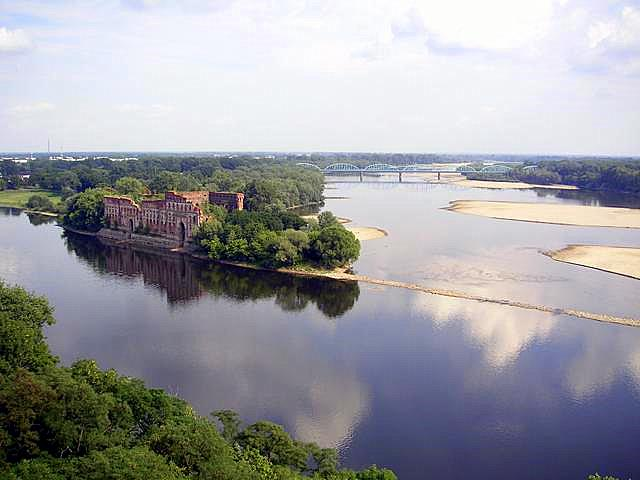
Sự kết hợp của Narew và Vistula tại Modlin

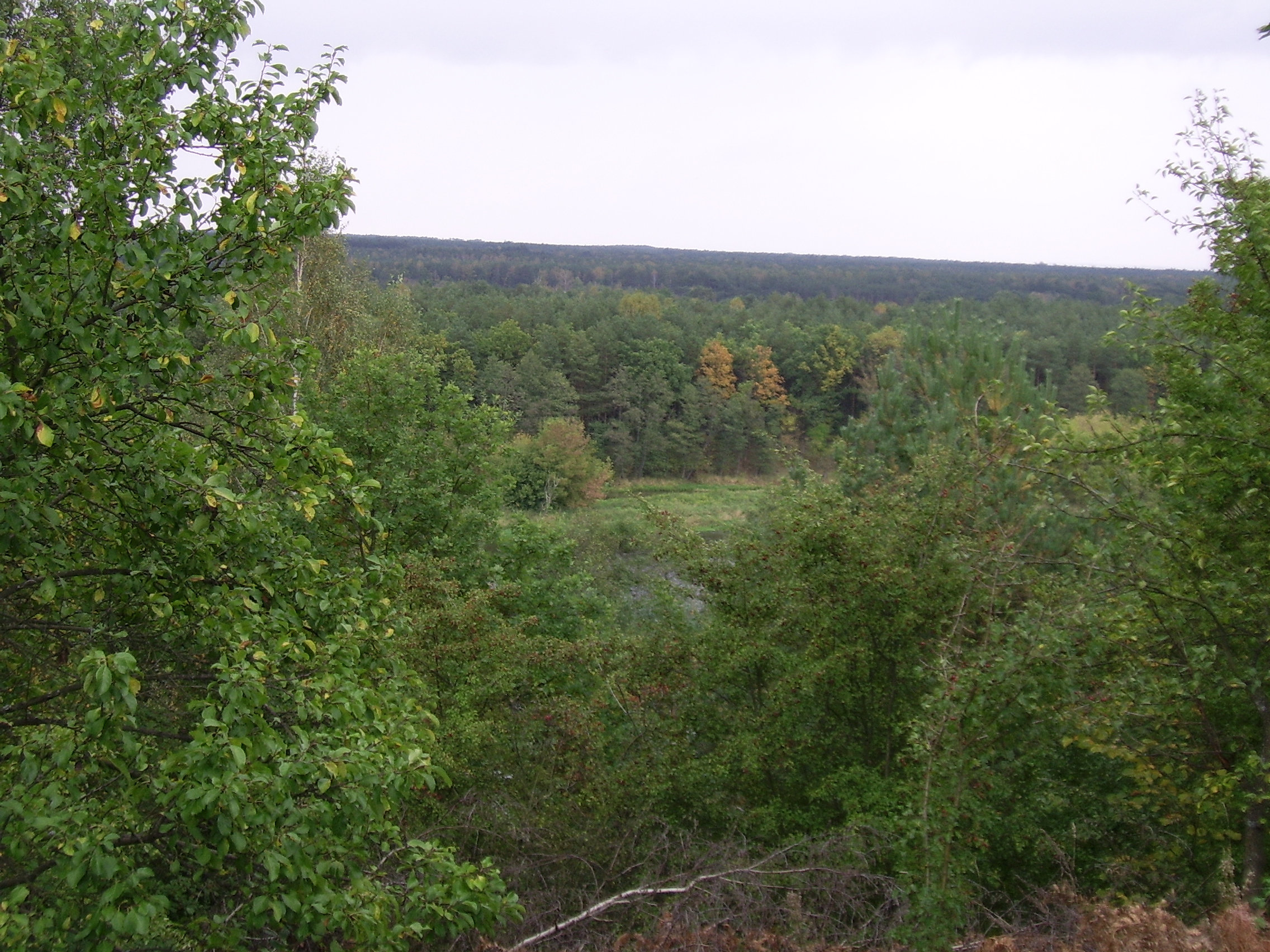
Thung lũng của sông Narew được bồi đắp từ bờ sông cao tại Paulinowo-Dzbądz (gần thành phố Różan)

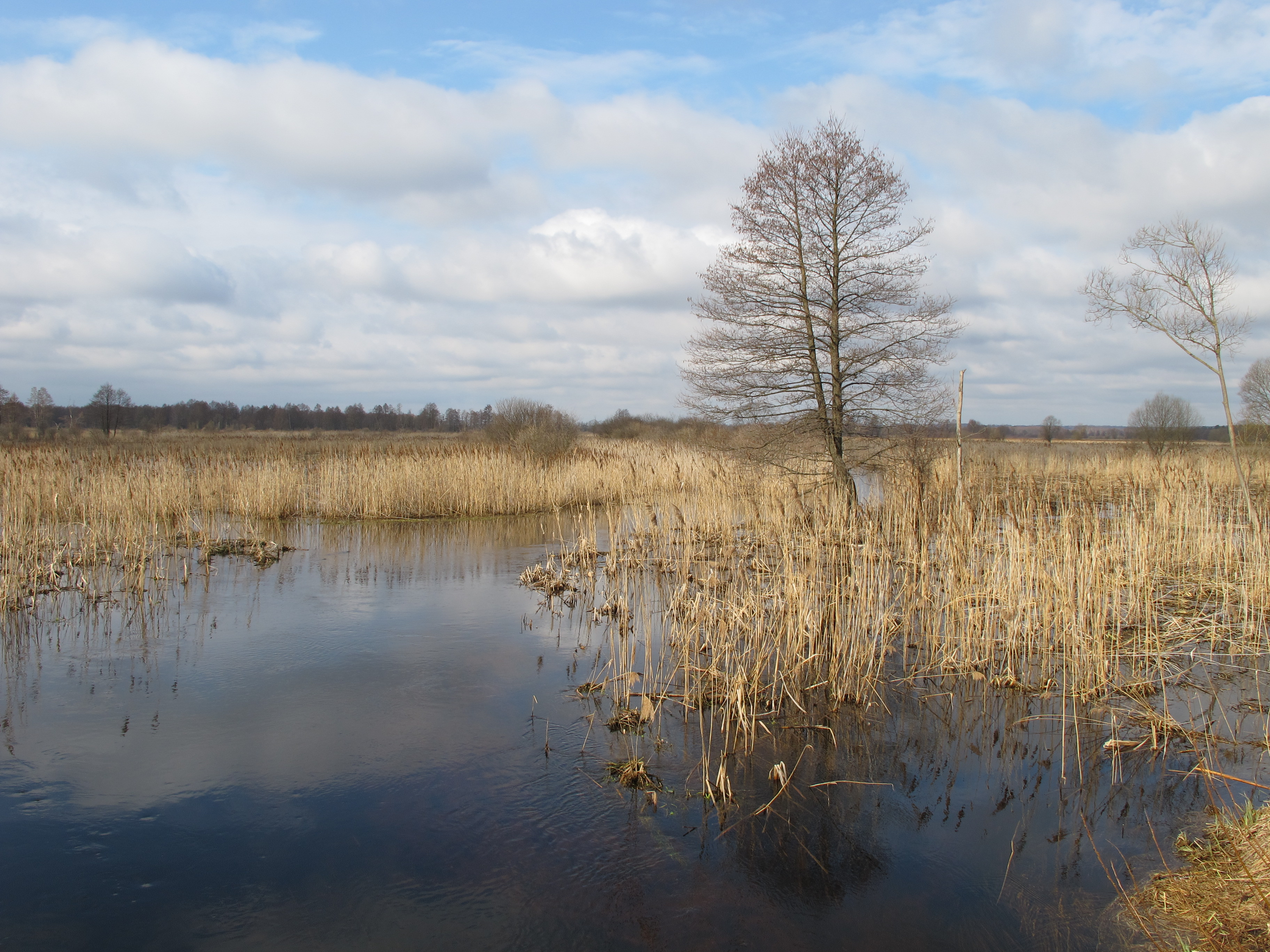
Đầm lầy trên các kênh bện của vùng ngập nước Narew, gần Pańki và Rzędzian

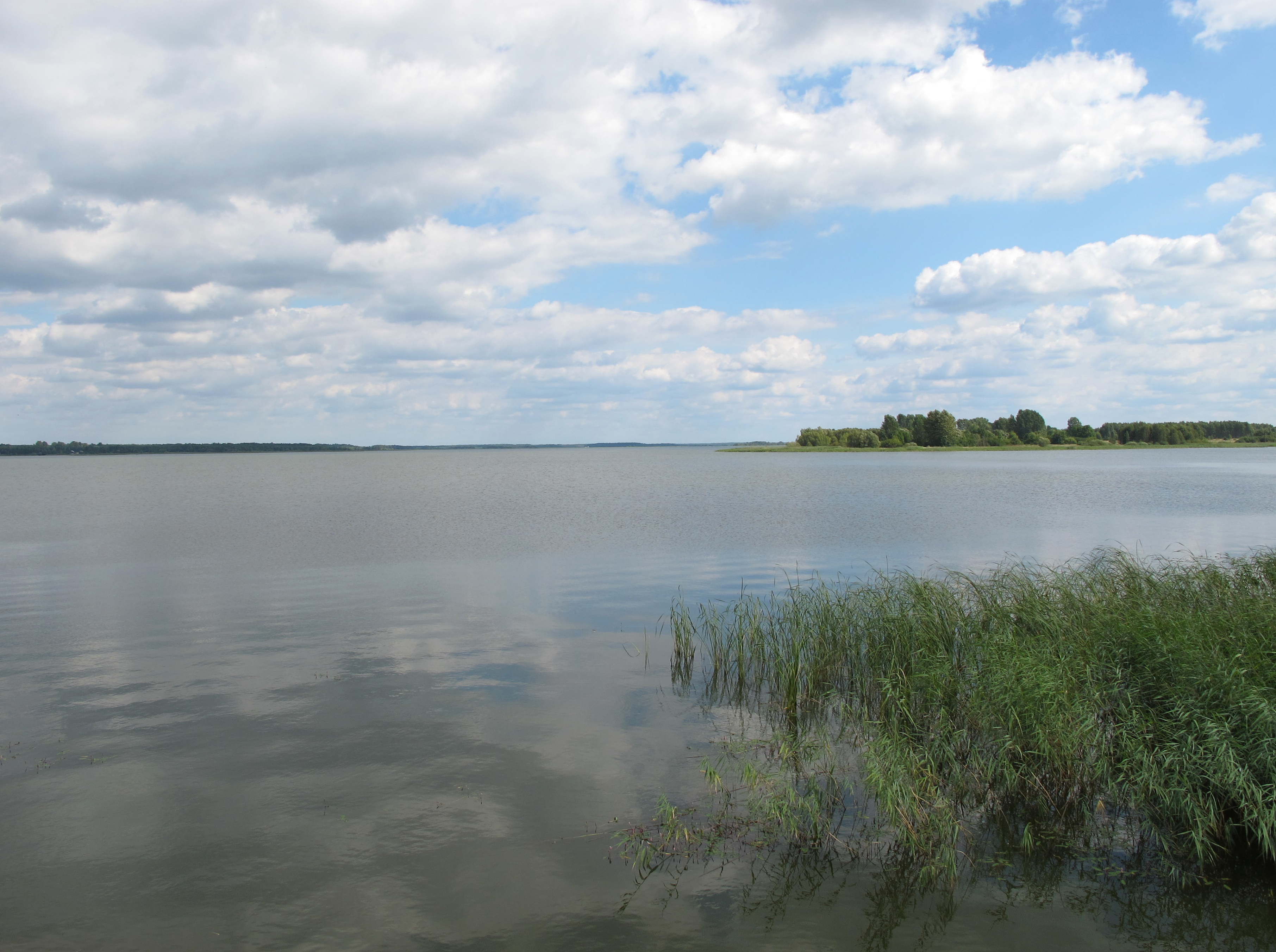
Hồ chứa Siemianówka gần làng Bondary, gmina Michałowo, podlaskie, Ba Lan

| Country Voivodeship   | Quận/Huyện           | Gmina                | Làng                 | Comments                                                                                       |
| --------------------- | -------------------- | -------------------- | -------------------- | ---------------------------------------------------------------------------------------------- |
| Belarus               |                      |                      | Czoło - osada        |                                                                                                |
| Podlaskie Voivodeship | hajnowski            | Narewka              | Siemianówka          |                                                                                                |
| Podlaskie Voivodeship | Białystok            | Michałowo            | Bondary              |                                                                                                |
| Podlaskie Voivodeship | hajnowski            | Narew                | Narew                |                                                                                                |
| Podlaskie Voivodeship | Białystok            | Zabłudów             | Kaniuki              |                                                                                                |
| Podlaskie Voivodeship | Białystok            | Juchnowiec Kościelny | Czerewki             |                                                                                                |
| Podlaskie Voivodeship | Bielsk               | Wyszki               | Strabla              |                                                                                                |
| Podlaskie Voivodeship | białostocki          | Suraż                | Suraż                |                                                                                                |
| Podlaskie Voivodeship | białostocki          | Łapy                 | Uhowo                |                                                                                                |
| Podlaskie Voivodeship | białostocki          | Turośń Kościelna     | Topilec              |                                                                                                |
| Podlaskie Voivodeship | wysokomazowiecki     | Kobylin-Borzymy      | Kurowo               | Khu vực của Narwiański Park Narodowy                                                           |
| Podlaskie Voivodeship | wysokomazowiecki     | Sokoły               | Waniewo              |                                                                                                |
| Podlaskie Voivodeship | Białystok            | Choroszcz            | Choroszcz            |                                                                                                |
| Podlaskie Voivodeship | moniecki             | Krypno               | Góra                 |                                                                                                |
| Podlaskie Voivodeship | Białystok            | Tykocin              | Tykocin              |                                                                                                |
| Podlaskie Voivodeship | moniecki             | Trzcianne            | Zajki                |                                                                                                |
| Podlaskie Voivodeship | Białystok            | Zawady               | Góra Strękowa        | Các công sự được bảo vệ bởi Thuyền trưởng Władysław Raginis trong Cuộc tấn công Ba Lan của Đức |
| Podlaskie Voivodeship | Białystok            | Zawady               | Łaś-Toczyłowo        |                                                                                                |
| Podlaskie Voivodeship | Łomża                | Wizna                | Wizna                |                                                                                                |
| Podlaskie Voivodeship | Łomża                | Piątnica             | Drozdowo             | Khu vực của Công viên Łomżyński Krajobrazowy Doliny Narwi và Bảo tàng tự nhiên                 |
| Podlaskie Voivodeship | Łomża                | Łomża                | Siemień Nadrzeczny   |                                                                                                |
| Podlaskie Voivodeship | Łomża                | Piątnica             | Piątnica             |                                                                                                |
| Podlaskie Voivodeship | Łomża                |                      | Łomża                |                                                                                                |
| Podlaskie Voivodeship | kolneński            | Mały Płock           | Chludnie             |                                                                                                |
| Podlaskie Voivodeship | Łomża                | Nowogród             | Nowogród             |                                                                                                |
| Podlaskie Voivodeship | Łomża                | Zbójna               | Gontarze             |                                                                                                |
| Podlaskie Voivodeship | Łomża                | Miastkowo            | Nowosiedliny         | Ngôi làng cuối cùng của Podlaskie Voivodeship                                                  |
| Masovian Voivodeship  | ostrołęcki           | Lelis                | Łęg Starościński     |                                                                                                |
| Masovian Voivodeship  | ostrołęcki           | Rzekuń               | Laskowiec            |                                                                                                |
| Masovian Voivodeship  | Ostrołęka            |                      | Ostrołęka            |                                                                                                |
| Masovian Voivodeship  | ostrołęcki           | Olszewo-Borki        | Ostrołęka            |                                                                                                |
| Masovian Voivodeship  | ostrołęcki           | Rzekuń               | Dzbenin              |                                                                                                |
| Masovian Voivodeship  | makowski             | Różan                | Różan                |                                                                                                |
| Masovian Voivodeship  | wyszkowski           | Długosiodło          | Ostrykół Dworski     |                                                                                                |
| Masovian Voivodeship  | makowski             | Rzewnie              | Nowe Łachy           |                                                                                                |
| Masovian Voivodeship  | wyszkowski           | Rząśnik              | Nowy Lubiel          |                                                                                                |
| Masovian Voivodeship  | pułtuski             | Obryte               | Zambski Kościelne    |                                                                                                |
| Masovian Voivodeship  | pułtuski             | Pułtusk              | Pułtusk              |                                                                                                |
| Masovian Voivodeship  | pułtuski             | Pokrzywnica          | Łubienica            |                                                                                                |
| Masovian Voivodeship  | pułtuski             | Zatory               | Stawinoga            |                                                                                                |
| Masovian Voivodeship  | legionowski          | Serock               | Serock               |                                                                                                |
| Masovian Voivodeship  | legionowski          | Serock               | Jadwisin             |                                                                                                |
| Masovian Voivodeship  | legionowski          | Nieporęt             | Nieporęt             |                                                                                                |
| Masovian Voivodeship  | legionowski          | Serock               | Dębe                 |                                                                                                |
| Masovian Voivodeship  | legionowski          | Wieliszew            | Topolina             |                                                                                                |
| Masovian Voivodeship  | Nowy Dwór Mazowiecki | Pomiechówek          | Stare Orzechowo      |                                                                                                |
| Masovian Voivodeship  | Nowy Dwór Mazowiecki |                      | Nowy Dwór Mazowiecki | Narew chảy vào Vistula                                                                         |

## Phụ lưu

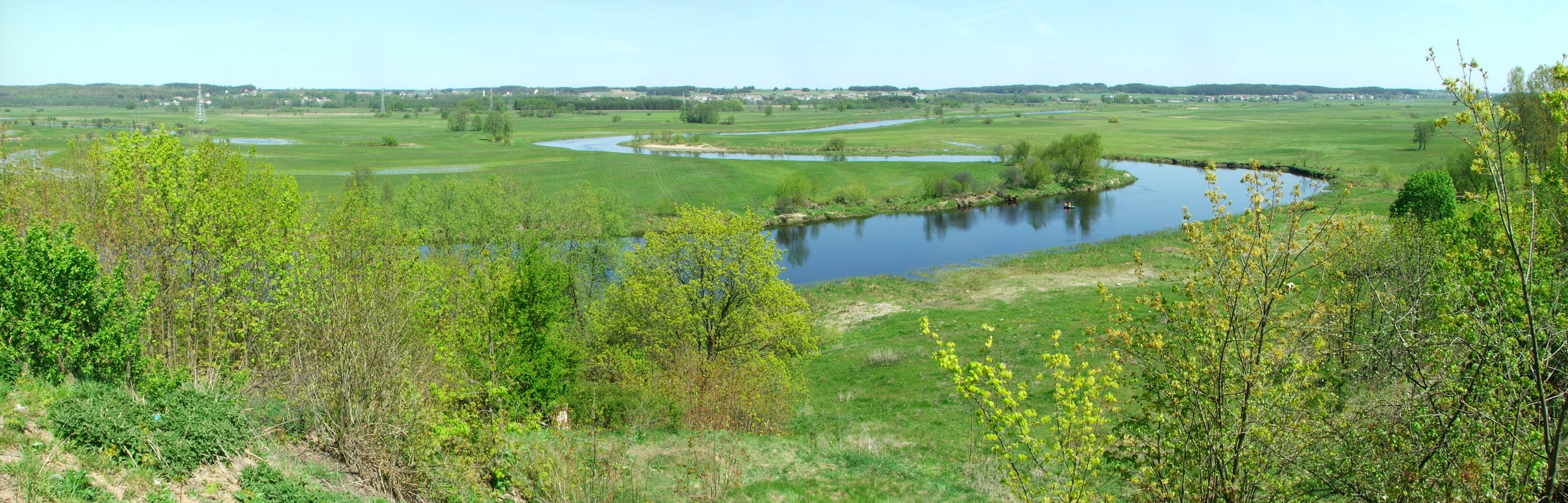
Narew gần Łomża. Dòng sông chảy chậm, tạo nên khúc quanh

| Bờ trái        | Bờ phải     | Đô thị tự trị        | Đặc trưng                          | Quốc gia |
| -------------- | ----------- | -------------------- | ---------------------------------- | -------- |
|                |             | Czoło                | Rừng Bialowieza                    | Belarus  |
|                | Bierieżanka |                      | Rừng Bialowieza Đầm lầySiemianówka | Poland   |
|                |             | Siemianówka          | Đầm lầy Siemianówka                | Poland   |
|                |             | Bondary              | Đầm lầy Siemianówka                | Poland   |
| Narewka        |             |                      |                                    | Poland   |
|                | Olszanka    |                      |                                    | Poland   |
|                | Ruda        | Narew                |                                    | Poland   |
|                | Małynka     |                      |                                    | Poland   |
|                | Rudnia      |                      |                                    | Poland   |
|                | Czarna      | Kaniuki              |                                    | Poland   |
| Łoknica        |             |                      |                                    | Poland   |
| Orlanka        |             | Czerewki             |                                    | Poland   |
| Strabelka      |             | Strabla              |                                    | Poland   |
| Liza           |             | Suraż                | Vườn quốc gia Narew                | Poland   |
| Awissa         |             | Łapy                 | Vườn quốc gia Narew                | Poland   |
|                | Turośnianka |                      | Vườn quốc gia Narew                | Poland   |
|                | Niewodnica  | Topilec              | Vườn quốc gia Narew                | Poland   |
|                |             | Waniewo              | Vườn quốc gia Narew                | Poland   |
|                |             | Kurowo               | Vườn quốc gia Narew                | Poland   |
|                | Horodnianka | Choroszcz            | Vườn quốc gia Narew                | Poland   |
|                | Supraśl     | Złotoria             |                                    | Poland   |
|                | Jaskranka   | Góra                 |                                    | Poland   |
|                | Nareśl      | Tykocin              |                                    | Poland   |
| Ślina          |             | Targonie Wielkie     |                                    | Poland   |
|                |             | Zajki                |                                    | Poland   |
|                |             | Góra Strękowa        |                                    | Poland   |
|                | Biebrza     |                      | Vườn quốc gia Biebrza              | Poland   |
|                |             | Wizna                |                                    | Poland   |
|                | Łojewek     | Bronowo              | Vườn quốc gia thung lũng Łomżyński | Poland   |
| Gać            |             |                      | Vườn quốc gia thung lũng Łomżyński | Poland   |
|                | Narwica     | Łomża Piątnica       | Vườn quốc gia thung lũng Łomżyński | Poland   |
| Łomżyczka      |             |                      |                                    | Poland   |
| Lepacka Struga |             |                      |                                    | Poland   |
|                | Pisa        | Nowogród             |                                    | Poland   |
| Ruż            |             | Gontarze             |                                    | Poland   |
|                | Szkwa       | Nowosiedliny         |                                    | Poland   |
|                | Rozoga      |                      |                                    | Poland   |
| Czeczotka      |             | Ostrołęka            |                                    | Poland   |
|                | Omulew      | Olszewo-Borki        |                                    | Poland   |
|                | Róż         | Chełsty              |                                    | Poland   |
|                |             | Różan                |                                    | Poland   |
| Orz            |             | Brzóze Duże          |                                    | Poland   |
| Wymakracz      |             | Ostrykół Dworski     |                                    | Poland   |
|                | Orzyc       | Zambski Kościelne    |                                    | Poland   |
|                | Pełta       | Pułtusk              |                                    | Poland   |
| Bug            |             | Serock               | Hồ chứa Zegrze                     | Poland   |
| Rządza         |             |                      | Hồ chứa Zegrze                     | Poland   |
|                |             | Nieporęt             | Hồ chứa Zegrze                     | Poland   |
|                |             | Topolina             |                                    | Poland   |
|                | Wkra        | Nowy Dwór Mazowiecki | miệng sông tại Vistula             | Poland   |

## Lịch sử
Vào ngày 23 tháng 8 năm 1939, Liên Xô và Đức đã ký Hiệp ước Rotoentrop Molotov, đồng ý chia Ba Lan dọc theo sông Narew, Vistula (Wisła) và San.
Vào ngày 6 tháng 9 năm 1939, các lực lượng quân sự Ba Lan đã cố gắng sử dụng Narew làm tuyến phòng thủ chống lại cuộc tấn công của Đức trong cuộc xâm lược Ba Lan của Đức. Sông này đã bị bỏ rơi vào ngày hôm sau để chọn sông Bug vì các lực lượng Đức đã thâm nhập vào tuyến phòng thủ.
Trận chiến Wizna đã diễn ra dọc theo bờ sông trong khoảng thời gian từ ngày 7 tháng 9 đến ngày 10 tháng 9 năm 1939, giữa các lực lượng của Ba Lan và Đức trong giai đoạn đầu của Cuộc xâm lược Ba Lan. Bởi vì nó bao gồm một lực lượng nhỏ nắm giữ một phần lãnh thổ kiên cố chống lại cuộc xâm lược lớn hơn rất nhiều trong ba ngày với chi phí lớn trước khi bị tiêu diệt mà không có người sống sót nào được biết đến, đôi khi Wizna được gọi là Thermopylae trong văn hóa Ba Lan.
Vào ngày 17 tháng 9 năm 1939, Liên Xô đã xâm chiếm Ba Lan. Đến ngày 28 tháng 9, Quân đội Liên Xô đã đến được các dòng sông Narew, Bug River, Vistula và San - hoàn thành việc phân chia Ba Lan như đã đàm phán trước.